# Токсикологічна лабораторія спецслужб СРСР
Токсикологічна лабораторія спецслужб СРСР, Спецлабораторія 12 або «Лабораторія Майрановського» — секретна лабораторія, науково-дослідний підрозділ в структурі органів НКВС й КДБ СРСР, що займався дослідженнями в області токсичних речовин і отрут, дослідженнями та розробкою хімічної та бактеріологічної зброї. Входило до складу Відділу оперативної техніки НКВС — НКДБ — МДБ СРСР. Як стало відомо в 1950-ті рр. зі свідчень колишнього керівника лабораторії Г. М. Майрановського, його співробітників й шерегу високопосадових керівників органів держбезпеки, вплив різних отрут на людину і способи їх застосування випробовувалися в лабораторії на ув'язнених, засуджених до вищої міри покарання.

## Історія
Секретна токсикологічна лабораторія була створена у 1921 році окремим наказом РНК за безпосередньої вказівки голови Совнаркому Ульянова-Леніна і спочатку носила назву «рос. Специальный кабинет». Першим клієнтом цієї зловісної «кухні» хотів бути сам Ленін. Саме він просив Сталіна дістати йому отруту із запасів цієї «лабораторії-кабінету». Але Сталін дорогоцінної отрути для вождя більшовиків пошкодував. У 1920-1930-х роках першим керівником цієї лабораторії був професор Казаков, якого в 1938 році НКВС «прибрало» як небажаного свідка у справі Бухаріна.
Науково-дослідні роботи на тему спецлабораторії проводилися спеціалістами інституту біохімії під керівництвом Г. М. Майрановського. Пізніше він став головним спеціалістом убивств людей за допомогою хімічної та бактеріологічної зброї. Починаючи з 1937 року, лабораторія «Кабінет» і дослідна група Майрановського були передані у відомство НКВС. У 1960-1970-х роках вона отримала назву «Спецлабораторія № 12» Інституту спеціальних і нових технологій КДБ СРСР.

## Діяльність
Від самого початку її створення головними чекістами було поставлено завдання — створити таку токсикологічну зброю, щоб її використання не давало ніяких залишкових слідів в організмах майбутніх жертв для доказу криміналістами факту вбивства, а дія отрути була б миттєвою. З таким завданням головний хімік Майрановський впорався. У 1920-1930-х роках у розпалі сталінської «чистки» та боротьби із закордонними частинами «білої еміграції» та всілякими троцькістськими блоками НКВС вперше в історії всіх спецслужб світу широко почали застосовувати таємні вбивства за допомогою хімічної зброї. Саме для цього у грудні 1936 року новий шеф НКВС Єжов М. І. організував «рос. Управление особых задач», завданнями якого була організація вбивств.
У 1930-х роках за допомогою сильнодійної отрути був убитий лідер «білої еміграції» генерал Кутепов О. П., за допомогою сильнодіючої наркотичної речовини був доведений до безпорадного стану та викрадений у Парижі й переправлений на Луб'янку в Москву генерал Міллер Є. К.. У 1930-х роках клієнтами спецлабораторії вперше стали і «свої». Так, у лютому 1938 року у власному кабінеті Єжова був убитий один з високопосадових чекістів Фріновський. Саме йому запропонували чай з тістечками, приготовані Ісааком Майрановським. Офіційно Фріновський «помер від серцевого нападу».
У 1950-х роках КДБ використовувало «спецзасоби» із секретної лабораторії проти деяких біженців. Так, 18 лютого 1954 року була спроба отруїти радіоактивним[джерело?]  талієм (який після смерті жертви не залишав слідів) Георгія Околовича. Для його ліквідації був направлений офіцер КДБ Н. Хохлов, котрий в останній момент відмовився від виконання вироку і вперше на Заході оприлюднив секретні спецоперації Кремля. За що його КДБ засудило до смертної кари, підсипавши йому в коктейль радіоактивний талій, але життя, за його словами, йому врятували лікарі з ЦРУ.
У 1962 році в розпалі відомої Карибської кризи під увагу Другого Головного (зовнішня контррозвідка) Управління КДБ потрапив «свій» полковник КДБ Олег Пеньковський, котрий підозрювався у співпраці з ЦРУ. Щоб детально обстежити його помешкання, московські чекісти задумали виманити його на декілька днів з квартири. Для цього токсикологи з КДБ обробили спецречовинами крісло в його робочому кабінеті. Після сидіння в такому кріслі Пеньковський ненадовго, але досить важко захворів. Він потрапив до лікарні з гострим токсичним отруєнням та відмовою функцій багатьох внутрішніх органів.
У жовтні 1957 року та в жовтні 1959 року за вказівкою Микити Хрущова та голови КДБ В. Шелєпіна були здійснені операції з використанням хімічної зброї проти ідеолога ОУН Льва Ребета та голови Проводу ОУН Степана Бандери. У цих убивствах вбивця Сташинський Б. М. застосував газовий пістолет, котрий стріляв ціаністим калієм, який виходив зі струменем з розбитої ампули. Зрада Н. Хохлова та Богдана Сташинського примусили Політбюро та керівників КДБ по-новому глянути на «мокрі справи» та пов'язані з ними скандали, що набули міжнародного розголосу. Після широкого міжнародного резонансу, який відбувся у 1962 році, після суду над Сташинським Москва вирішила тимчасово відмовитися від організованих КДБ вбивств відомих діячів з допомогою надсекретної спецлабораторії, як основної методики для впровадження зовнішніх операцій за межами країн Радянського блоку.
Відтепер Кремль давав вказівки КДБ проводити заходи такого характеру тільки в окремих випадках, коли треба усунути відомого політичного діяча чи дисидента. Так, як це було, наприклад, зі справою вбивства відомого болгарського письменника Георгія Маркова в 1978 році та вбивства у грудні 1979 року президента Афганістану Хафізулла Амін.
Убивство болгарського письменника-дисидента здійснено в жовтні 1978 року. На прохання секретаря ЦК Компартії Болгарії Тодора Живкова Кремль доручив видати болгарським спецслужбам з арсеналу цілком таємної спецлабораторії КДБ отруту, розроблену в Москві. На допомогу болгарським комуністам був присланий генерал Голубєв. На його прохання оперативно-технічне управління попросило головну резидентуру КДБ у Вашингтоні закупити декілька парасольок американського виробництва. Оперативно-технічне управління замінило наконечник на одній з них і вмонтувало в наконечник шприц особливої конструкції, де помістило мікроскопічну капсулу з особливо токсичною отруйною речовиною — ом. Саме цією парасолькою «випадковий» перехожий на лондонському мості зробив заштрик (укол) у стегно дисидента Георгія Маркова, який у шпиталі встиг повідомити про цю пригоду. Але, коли лікарі зробили термінове втручання, капсула встигла розчинитися, і рицин зробив свою смертельну справу.
У 1990 р. відомий опальний генерал КДБ О. Калугін у пресі підтвердив, що він, перебуваючи на посаді начальника служби зовнішньої служби контррозвідки КДБ СРСР, консультував болгарську спецслужбу у проведенні спецопераціїз ліквідації Маркова за допомогою отрути, отриманої із спецлабораторії. Згодом О. Калугін у пресі повідомив, що отримав орден «Червоного прапора» за ще одну таємну операцію викрадення та ліквідацію у 1978 році у Відні радянського перебіжчика, офіцера ВМФ Артамонова, проведену знову ж таки з використанням сильно передозованих токсикологічних препаратів, від яких Артамонов раптово помер на руках російських диверсантів. Згодом втікший до США Калугін описав підготовку цих убивств у автобіографічній книзі «Прощавай Луб'янка».
Усі операції «мокрого характеру» проти іноземних політичних лідерів обговорювалися безпосередньо у Кремлі. Таку санкцію від московських правителів отримало КДБ на вбивство неугодного Москві президента Афганістану Аміна. Слід сказати, що після реорганізації відділу, що займався політичними вбивствами, ці функції перейшли до новоствореного 8-го відділу Управління «С» Першого Головного Управління КДБ СРСР. Для вбивства Аміна 8-й відділ підібрав підполковника Михайла Талєбова, азербайджанця за національністю, дуже схожого на афганця зовні. У листопаді 1979 р. Талєбов прибув до Кабула з отрутою, отриманою у 8-му відділі, і влаштувався на кухні президентського палацу під виглядом спеціаліста з кулінарії. Проте операція не вдалася. Президентська сім'я разом з Аміном, начебто щось відчуваючи, весь час змінювала свої кулінарні замовлення. Амін згодом був убитий спецвійськами КДБ під керівництвом полковника Бояринова під час штурму президентського палацу.
Окремі спецоперації МГБ з використанням послуг токсикологічної спецлабораторії були у 1940-1950-х роках проти учасників українського підпілля, членів ОУН-УПА. Ці операції Москва планувала та проводила з особливою зухвалістю, підступом та цинізмом усупереч усім міжнародним військовим конвенціям. Використання спецзасобів МГБ проти українських підпільників та мирного населення у Західній Україні не має за масштабами аналогів у світовій практиці. Що частково нагадує події проти заручників у Москві на Дубровці. Найактивніше вперше діючі токсичні речовини у вигляді газів та рідини із сильною наркотичною дією було широко застосовано проти українських повстанців у 1947 році. Попередньо з 1942 р. до 1946 р. відомий убивця Євгена Коновальця Павло Судоплатов як шеф особливої групи особисто наглядав за лабораторією «Х»-спецкамери, де перевірялася дія новоствореної отрути на засуджених до страти політв'язнях. Ще один «академік» Муромцев, завідувач бактеріологічної лабораторії, розробив для боротьби з українськими повстанцями новий вид бактеріологічної зброї. Цю отруту війська НКВС, за багатьма свідченнями очевидців, підсипали навіть у сільські криниці в Західній Україні. Що стосується газів, то технологія їх використання була досить проста. Опергрупа НКВС, оточивши схрон, виявляла так звані «продихи» — вентиляційні отвори. Через них вентиляційними каналами криївки закачували сильнодіючий отруйний газ, що викликав важке хімічне отруєння та миттєву втрату свідомості повстанців (подібно до того, як це застосувало ФСБ проти заручників у Москві 2002 року). Створена ними у 1947 р. сильнодіюча наркотична речовина «Нептун-47», що використовувалася для несподіваного відключення свідомості українських підпільників з метою їх захоплення у полон живими. Для цього спецлабораторія МГБ виготовила спеціальні фляги для питної води особливої конструкції, де методом непомітного натискування замаскованої кнопки замість води подавалася рідина «Нептун-47». Яскравим прикладом таких спецоперацій може бути подія, що сталася на Рівненщині у травні 1951 року. За допомогою англійського уряду на околиці Гурбенських лісів у Здолбунівському районі з військовотранспортного літака, що слідував з острова Мальта, було скинуто підпільну групу ОУН на чолі з шефом СБ ЗЧ ОУН Мироном Матвієйком. Їх зустріла «місцева боївка ОУН», а насправді спецгрупа МДБ, яка й пригостила Мирона Матвієйка та його групу рідиною «Нептун-47», після чого, звісно, М. Матвієйко з друзями прокинулися у внутрішній тюрмі Рівненського обласного управління МГБ.
Кремль та на той час перший секретар ЦК Компартії України Хрущов відзначилися ще одним зухвалим убивством відомого архієпископа Української Греко-католицької Церкви Ромжи Т. Ю.. Після невдалого замаху, що відбувся під виглядом автокатастрофи під Ужгородом, архієпископ Ромжа перебував у реанімаційному відділенні Ужгородської лікарні. МГБ з Києва, що невдало використало автокатастрофу, терміново запросило з Москви головного спеціаліста з хімічних убивств Ісаака Майрановського, що особисто прибув до Ужгорода з ампулою сильнодіючої отрути кураре. Агент МГБ, медсестра місцевої лікарні зробила архієпископу смертельний укол.
Вершиною технологій секретної спецлабораторії КДБ СРСР стала розробка в 1970-х роках надсекретної зброї: За задумом авторів проекту, зброя мала використовуватися резидентами КДБ за кордоном під час упередження так званої операції «РЯН» («ракетно-ядерного нападу»). Цю розробку постійно лобіював тодішній голова КДБ Ю. Андропов. За його задумом, у час «Х» нелегали КДБ за кордоном за командою резидентури, у столицях країн учасників НАТО, наприклад, у Лондоні, під виглядом кур'єрів та посильних мали розкидати «по коридорах влади», у місцях масового скупчення людей, у лондонському метрополітені безкольорові, майже непомітні ампули із сильнодіючою отрутою, котрі миттєво вбивали б кожного, хто на них наступав…